# Mirna Jukić
Mirna Jukić (Novi Sad, 9. travnja 1986.) je austrijska plivačica hrvatskog podrijetla.

## Životopis
Mirna Jukić živjela je u Vukovaru do 1991. godine kada nakon pada grada odlazi s roditeljima u progonstvo u Zagreb gdje se počinje baviti plivanjem. Godine 1999. se s obitelji iz Zagreba preselila u Beč, te je nakon godine dana uzela i austrijsko državljanstvo. Od tada osvaja medalje za Austriju. 
Trenirao ju je otac Željko Jukić, a brat Dinko je također uspješan plivač. Godine 2005. je maturirala i započela studij publicistike. 

## Vanjske poveznice
- Mirna Jukić: 'Ponosna sam na svoju karijeru' članak na Panorama Vukovar  Arhivirana inačica izvorne stranice od 20. prosinca 2010. (Wayback Machine)